# Podolszyce Południe
Podolszyce Południe – jednostka pomocnicza gminy (osiedle) Płocka.
Zabudowa na terenie osiedla powstała pod koniec lat 80., na obszarze części dzielnicy Podolszyce.
Osiedle jest jednym z najnowocześniejszych w mieście. Docelowo ma tu mieszkać 15 tysięcy mieszkańców.
Podolszyce Południe zamieszkuje 9270 osób, a powierzchnia osiedla to 2,5 km².

## Ciekawe miejsca
- kościół parafii św. Wojciecha
- Szkoła Podstawowa z Oddziałami Integracyjnymi nr 22 im. Janusza Korczaka
- Miejskie Przedszkole nr 4
- Miejskie Przedszkole nr 8
- pływalnia miejska Podolanka
- kino Centrum Filmowe Helios – 5 sal
- salony samochodowe: BMW, Volkswagen
- stacja benzynowa PKN Orlen
- liczne sklepy: (m.in. Auchan, OBI, PSS Zgoda, Delikatesy Centrum, Eurospar)
- centrum handlowe i rozrywkowe Galeria Wisła

W centrum osiedla utworzono Pasaż Paderewskiego – deptak, który miałby łączyć osiedle z Podolszycami Północnymi i Zielonym Jarem.
16 września 2012 przy parafii św. Wojciecha otwarto Park 27. Dębów dla uczczenia pontyfikatu i nauczania papieża błogosławionego Jana Pawła II. Jest to skwer o owalnym kształcie, wokół którego zasadzono 27 dębów, symbolizujących 27 lat pontyfikatu (1978-2005) papieża Polaka. Odsłonięto także kamienny obelisk (dwutonowy głaz) - marmur Biała Marianna, przywieziony do Płocka z Sudetów, z pamiątkową tabliczką z napisem: "Park 27 Dębów dla upamiętnienia 27 lat pontyfikatu, świętości życia i duchowego dziedzictwa Papieża Polaka, błogosławionego Jana Pawła II".

## Komunikacja
- al. Jana Pawła II – dojazd autobusami linii: 20, 22, 26, 33, N1
- ul. Czwartaków – dojazd autobusami linii: 2, 3, 14, 18, 20, 60, B, N1
- Podolszyce (pętla) – dojazd autobusami linii: 2, 14, 19, 20, 22, 24, 26, 33, 35, 37, B, N1

## Ludność
| Rok     | 2000 | 2004 | 2005 | 2006 |
| Ludność | 4411 | 9030 | 9040 | 9270 |